# Renče
Renče – wieś w Słowenii, w gminie Renče-Vogrsko. W 2018 roku liczyła 2003 mieszkańców.